# 勤勉
| ウィキペディアには「勤勉」という見出しの百科事典記事はありません（タイトルに「勤勉」を含むページの一覧/「勤勉」で始まるページの一覧）。 代わりにウィクショナリーのページ「勤勉」が役に立つかもしれません。 |